# Mike Phiromphon
Mike Phiromphon (em tailandês:  ไมค์ ภิรมย์พร) (Nascida em Udon Thani, Tailândia, 8 de julho de 1966) é um cantor. Ele alcançou fama internacional em 1995 - atualmente com seu albums "Ya Jai Khon Jon", "Klab Kham Salar".

## Discografia

### Álbums
- 1995 – „Kan Lang Kor Lao“ (คันหลังก็ลาว)
- 1996 – „Nam Ta Lon Bon Toe Jeen“ (น้ำตาหล่นบนโต๊ะจีน)
- 1998 – „Ya Jai Khon Jon“ (ยาใจคนจน)
- 2000 – „Nuei Mai Khon Dee“ (เหนื่อยไหมคนดี)
- 2007 – „Yang Rak Kan Yoo Rue Plao“ (ยังรักกันอยู่หรือเปล่า)
- 2018 – „Bon Thanon Sai Khon Dee“ (บนถนนสายคนดี)
- 2019 – „Status Bor Koei Pliean“ (สเตเตัสบ่เคยเปลี่ยน)